# Refuge d'Estanys Forcats
Le refuge d'Estanys Forcats est un refuge d'Andorre situé dans la paroisse de La Massana à une altitude de 2 629 m.

## Randonnée
Construit en bois, le refuge est ouvert toute l'année et possède une capacité d'accueil de 8 personnes.
Le refuge est situé à une centaine de mètres des estanys Forcats. Il est situé sur l'un des embranchements du GR 11 espagnol. En suivant ce dernier, il est possible d'accéder au refuge depuis Arinsal puis de rejoindre les estanys de Baiau en Espagne.
Le refuge est surplombé par le pic de Médécourbe (2 913 m) et la Roca Entravessada (2 928 m). Il fait partie du parc naturel des vallées du Coma Pedrosa.

Carte des principaux chemins de randonnée et refuges d'Andorre.
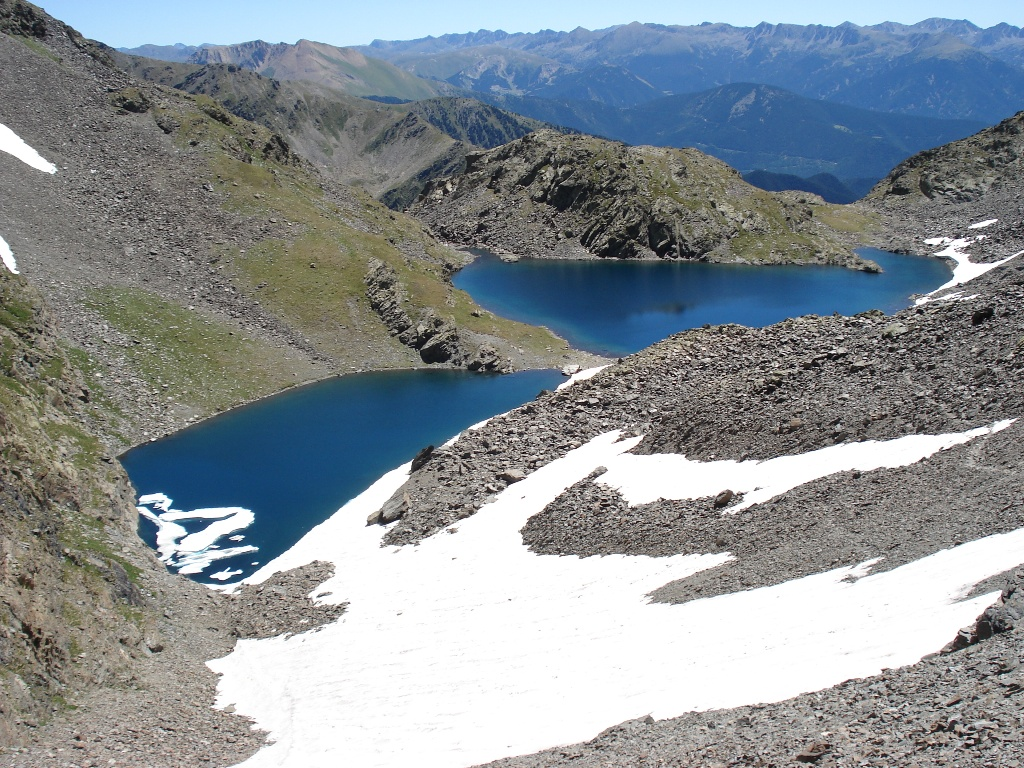
Les estanys Forcats.

## Toponymie
- Estany est un terme omniprésent dans la toponymie andorrane, désignant en catalan un « étang »[3]. Estany dérive du latin stagnum signifiant « étendue d'eau »[4].
- Forcats signifie « fourchus » en catalan[5],[6]. Le refuge d'Estanys Forcats est donc le  « refuge des étangs en forme de fourche ». Cette dénomination s'explique par la forme particulière de l'étang le plus bas situé en lien avec la présence d'un verrou glaciaire[6].